# Schweres Maschinengewehr Typ 3
Das schwere Maschinengewehr Typ 3 (jap. 三年式重機関銃 Sannen-shiki jūkikanjū), auch Taishō-3-Maschinengewehr genannt, ist ein schweres japanisches Maschinengewehr im Kaliber 6,5 × 50 mm HR. Es wurde ab 1914 vom Kaiserlich Japanischen Heer und der Kaiserlich Japanischen Marine eingesetzt und baute auf dem Design des Hotchkiss M1914 auf. Schätzungsweise 3000 Stück des Typs 3 wurden angefertigt. Die Bezeichnung Typ 3 deutet dabei auf das Jahr der Truppeneinführung, das 3. Jahr der Herrschaft Kaiser Taishōs (1914 nach gregorianischem Kalender) hin.

## Beschreibung

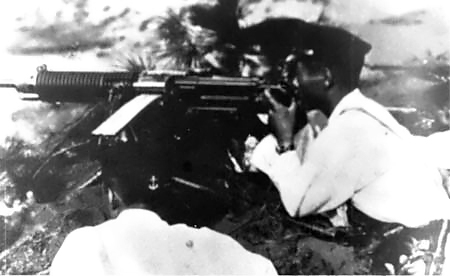
Japanische Soldaten an ihrem Typ-3-Maschinengewehr während der Schlacht um Guadalcanal. Deutlich ist der mit 30 Schuss geladene Metallstreifen zu erkennen.

Das Typ 3 ist ein luftgekühlter zuschießender Gasdrucklader. Die Kadenz ist mit 400 bis 450 Schuss pro Minute relativ niedrig. Es ähnelt stark dem schweren Maschinengewehr Typ 92, doch verwendet es anstatt der 7,7-mm-Patrone  die 6,5-mm-Patrone.
Das Typ 3 hat zwei verschiedene Visiere: ein permanent befestigtes, einklappbares Reflexvisier dient für die Visierung, falls das Maschinengewehr zur Fliegerabwehr eingesetzt werden soll; die andere Visierung ist eine leicht gekrümmte Visierung, ebenfalls permanent angebracht, an der rechten Seite des Laufes. Letztgenannte Visierung hat Einstellungen von 300 Meter bis zu 2200 Meter. Die effektive Reichweite liegt bei 1700 Metern. Der Höhenrichtbereich der Waffe liegt zwischen −15° und +90°, der Seitenrichtbereich umfasst 33,5°. Die Waffe hat keinen Sicherungshebel und ist nach Zuführen des aus Metall bestehenden 30-Schuss-Streifens sofort feuerbereit.
Das Typ 3 wurde inklusive Dreibein an speziellen Griffen von vier Soldaten getragen und war somit nach Absetzen der Waffe sofort einsatzbereit. Es war eine zuverlässige Waffe, die auch bei niedrigen Temperaturen auf dem nordmandschurischen Kriegsschauplatz gut funktionierte.